# Danmarks hær og flåde
Danmarks hær og flåde er en dansk dokumentarfilm.

## Handling
Parade for viceadmiral Rechnitzer på Holmen. Soldaterjubilæum på Sølvgades Kaserne. Forårsmanøvre ved Ringsted. Flådeøvelse med "Niels Juel". CB-brandfolk øver sig på Hovedbrandstationen. Efterårsmanøvre ved Holbæk. Panservogne. Manøvre i Jylland. Kongen og kronprinsen. 1935-39.